# Йо Моммерс
Йоганнес Корнеліс «Йо» Моммерс (нід. Johannes Cornelis "Jo" Mommers, 12 червня 1927, Тілбург — 13 березня 1989) — нідерландський футболіст, що грав на позиції нападника за клуб «Віллем II» та національну збірну Нідерландів.

## Клубна кар'єра
У дорослому футболі дебютував 1946 року виступами за «Віллем II», кольори якого і захищав протягом усієї своєї кар'єри гравця, що тривала десять років. 

## Виступи за збірну
1952 року був включений до заявки національної збірної Нідерландів для участі у футбольному турнірі на Олімпійських іграх 1952 року у Гельсінкі, де взяв участь у єдиному матчі своєї команди, яка припинила боротьбу у першому ж колі змагання. У подальшому до лав національної команди не залучався.
Помер 13 березня 1989 року на 62-му році життя.
| Дата      | Місто | Господарі  | Результат | Гості    | Турнір  | Голи | Примітки |
| --------- | ----- | ---------- | --------- | -------- | ------- | ---- | -------- |
| 16-7-1952 | Турку | Нідерланди | 1 – 5     | Бразилія | ОІ 1952 | -    |          |
| Усього    |       | Матчів     | 1         |          | Голів   | 0    |          |